# کارل وایگرت
کارل وایگرت (آلمانی: Karl Weigert؛ ۱۹ مارس ۱۸۴۵ – ۵ اوت ۱۹۰۴) یک آسیب‌شناس، پزشک و استاد دانشگاه اهل آلمان بود. او مدتی دستیار هاینریش والدایر، هرمان لبرت و یولیوس فریدریش کونهایم بود.
وی مقالات متعددی دربارهٔ رنگ‌آمیزی باکتریها جهت ریزبینی نگاشت. او در سال ۱۸۸۴ میلادی، روشی دقیق جهت رنگ‌آمیزی غلاف میلین ابداع کرد. وی همچنین کاشف «سل عروقی» است و نخستین کسی است که اثبات کرد ذرات سلی می‌توانند به جریان خون راه یابند.